# フロント (社会主義同盟)
フロント［社会主義同盟］（フロント　しゃかいしゅぎどうめい）は、構造改革派系と見なされている日本の新左翼党派の一つ。略称は「フロント」。

## 沿革

### 構改系党派としての出発
「フロント」の源流は、1961年における日本共産党新綱領草案に反対して離党および除名された春日庄次郎、内藤知周、山田六左衛門、西川彦義、亀山幸三、内野壮児、原全五らが結成した「社会主義革新運動準備会」である。この「準備会」から構造改革論を主柱に多方面からの同調者を糾合せんとする“サークル派”メンバーが分離し、1962年5月、春日庄次郎、山田六左衛門、安東仁兵衛らを中心に「統一社会主義同盟」（統社同）が結成され、当初の機関紙は『平和と社会主義』だった。同月、統社同の学生組織である「社会主義学生戦線」が結成された。「フロント」という名称はこの「社会主義学生戦線」の通称「フロント」（戦線）に由来しており、これがこの党派全体の通称となった。

### 構改路線との訣別と急進化
フロント派は、1960年代後半の全国での大学闘争の高まりの中で東大闘争の評価・内ゲバをめぐって同盟内左右の対立が激化し、1969年9月の第八回大会でそれまで旗印としてきた構造改革路線の「止揚」を確認し機関誌を『先駆』に改称した。同年9月5日、日比谷野外音楽堂で行われた全国全共闘結成大会に、主要セクトのひとつとして参加している。当時の中央委員会議長は朝日健太郎（同名の参議院議員とは別人）で、在籍者としては仙谷由人・阿部知子・岡留安則などがいた。

### 1970年代以降
その後、1970年12月に党名を「日本共産主義革命党」（共革党）に改称、1972年4月に一度組織崩壊を起こし1974年8月に再建大会、1987年、さらに現在の「フロント［社会主義同盟］」に改称した。

## ヘルメット
ヘルメットの色は緑。ヘルメットには「フロント」、キリル文字で「ФРОНТ」（フロント）、または大きく「Ф」（エフ）と白文字で書かれることが多かった。
| 組織                        | 前面     | 後面 |
| --------------------------- | -------- | ---- |
| 社会主義学生戦線(1962年5月) | フロント | Ф    |
| 安保粉砕高校生戦線          | 安保高戦 | 不明 |
| 全国反帝高校生戦線連合      | 反帝高戦 | 不明 |